# Hallstavik
Hallstavik – miejscowość (tätort) w Szwecji, w regionie administracyjnym (län) Sztokholm (gmina Norrtälje). 
Miejscowość położona jest w Roslagen, na wybrzeżu prowincji historycznej (landskap) Uppland, u ujścia rzeki Skeboån do zatoki Edoboviken (część Morza Alandzkiego) ok. 42 km na północ od Norrtälje w kierunku Östhammar.
Historia Hallstavik związana jest ze zbudowaną w 1915 r. papiernią (Hallsta pappersbruk), produkującą głównie papier gazetowy. Zakłady należą do koncernu Holmen Paper AB.  
Z Hallstavik pochodzi klub żużlowy Rospiggarna.
W 2010 r. Hallstavik liczył 4476 mieszkańców.